# Enrique Gaspar y Rimbau
Enrique Lucio Eugenio Gaspar y Rimbau (født 2. marts 1842, død 7. september 1902) var en spansk diplomat og forfatter, der skrev zarzuelaer og romaner.

## Biografi
Enrique Gaspar y Rimbau var søn af et par skuespillere. Efter sin fars død flyttede han fra Madrid til Valencia sammen med sin mor og søskende. Han studerede humaniora og filosofi, hvilket han dog aldrig afsluttede, da han fik arbejde i en bank i stedet.
Sin første zarzuela skrev han som 13-årig, og det følgende år skrev han til La Ilustración Valenciana. Da han var 15, satte hans mor hans første komedie op på teater. Som 21-årig vendte han tilbage til Madrid for at hellige sig sin forfattervirksomhed.
Toppen af hans forfatterkarriere lå i perioden 1868-1875, hvor han skrev operaer til borgerskabet frem for aristokratiet. I samme periode skrev han også historiske dramaer, og han blev pioner inden for det sociale teater i Spanien.
Som 23-årig ægtede Gaspar y Rimbau Enriqueta Batllés y Bertán de Lis, en smuk adelsfrøken, til hendes forældres store mishag. Efter fødslen af deres andet barn gik Rimbau ind i diplomatiet. 
Han tilbragte i den forbindelse tid i Grækenland og Frankrig, og efter et ophold i Madrid blev han konsul i Kina, først i Macau og siden i Hong Kong. I hele denne periode skrev han fortsat teaterstykker, som han også opsatte, lige som han skrev til El Diario de Manila.
Efter at være kommet hjem til Europa slog han sig ned i Olorón i Sydfrankrig, mens familien boede i Barcelona. På det tidspunkt skrev han en opera på catalansk. I sine senere år boede han flere steder det sydlige Frankrig, og hans kone døde i Marseille, mens han var konsul der. Da hans helbred svigtede, trak han sig tilbage til Olorón med sin datter, svigersøn og børnebørn. Her døde han i 1902 som 60-årig.

## El anacronópete
Romanen El anacronópete (et nyopfundet ord med betydningen "som flyver mod tiden"), udgivet i 1887 i Barcelona er en af Gaspar y Rimbaus mest centrale værker. Det er en science fiction-roman, der foregriber H.G. Wells med "opfindelsen" af tidsrejser ved hjælp af en maskine.
Romanen, der har form af en zarzuela, er den første i historien, der beskriver en maskine, der muliggør rejser gennem tiden: 'anacronópeten'. Den beskrives som en stor metalkasse drevet af elektricitet med forskellige aggregater og en væske, der muliggør passagerernes tidsrejser, uden at de ændrer alder undervejs.
Maskinen er udgangspunkt for en historie i tre akter, hvor en gruppe mennesker, herunder maskinens opfinder, don Sindulfo García, samt hans niece, Clarita, rejser i tiden. I første akt forklarer don Sindulfo sin tidsteori, og han mener, at ved at flyve hurtigt mod jordens rotation, kan maskinen "bladre tilbage" i kalenderen. Selskabet afprøver det ved at rejse fra bogens nutid i 1878 tilbage til slaget ved Tetuán i 1860, hvor en række medrejsende spanske husarer viser sig ikke at have indtaget den nødvendige væske, så de bliver her små børn, og kan ikke ændre slagets gang.
Andet akt er en søgen efter udødelighed, hvor selskabet stopper på forskellige tidspunkter i historien, herunder Granada i 1492, hvor de anbefaler dronning Isabella at lytte til en vis genoveser. De ender i Henan i Kina i 220, hvor Sindulfo håber på at overbevise Clarita om at gifte sig med ham. Den kinesiske kejser viser de rejsende, at mange opfindelser såsom trykpressen og jernskibe allerede er opfundet. Hans kejserinde er netop død, og han tilbyder udødelighedens hemmelighed mod at få Clarita til hustru. Imidlertid er kejserinden blevet begravet levende, og Sindulfo har tilfældigvis hendes mumie fra en senere tid med i maskinen. Hun slipper nu fri og vil giftes med Sindulfo. En række forviklinger følger, inden selskabet endnu engang rejser videre.
I tredje akt stoppes der ved Vesuvs udbrud i år 79, inden der rejses helt tilbage til Noas tid. Her opdager selskabet, at hemmeligheden om det evige live er Gud. Sindulfo bliver mere og mere vanvittig og sætter endnu mere fart på anacronópeten, der ender med at eksplodere, da den når tilbage til Skabelsen. 
Don Sindulfo vågner nu op og opdager, at han sidder i teateret og ser et skuespil af Jules Verne sammen med Clarita, der er gift med sin kæreste Luis.
1. ↑  Navnet er anført på engelsk og stammer fra Wikidata hvor navnet endnu ikke findes på dansk.